# Gu Hengbo
Gu Mei (Chino: 顧媚; Wade–Giles: en chino tradicional, 顧媚; Wade-Giles, Ku Mei; 1619–1664), más conocida por su Nombre de estilo Gu Hengbo (en chino tradicional, 顧橫波; Wade-Giles, Ku Heng-po; en chino tradicional, 顧媚; Wade-Giles, Ku Mei: en chino tradicional, 顧橫波; Wade-Giles, Ku Heng-po), también nombrada como Xu Mei y Xu Zhizhu después de su matrimonio, fue una cortesana china, poetisa y pintora. Recibió el título de "Señora" o "Dama" en la corte Qing, y a menudo es mencionada como "Señora Hengbo" en los escritos Qing.
Gu era famosa por su belleza y talento pintando y componiendo poesía y se cuenta entre la élite de las cortesanas junto a Dong Xiaowan, Bian Yujing y Liu Rushi. Es admirada por sus pinturas de orquídeas, y publicó una colección de poemas que recibió buenas críticas, a pesar de que pocos de sus trabajos han sobrevivido.

## Vida
Gu Mei nació cerca de Nankín en 1619. A principios del reinado de Chongzhen, Gu Mei se convirtió en cortesana en el distrito del placer en Nankín, junto al río Qinhuai. Allí en su residencia llamada Torre Meilou, ejercía como anfitriona de un famoso salón literario, el cual contaba con Chen Liang, Qian Lucan y Mao Xiang entre sus invitados. Yu Huai describió Meilou (literalmente, casa de hechicería) como lujosa y extravagante.
Se enamoró de uno de sus clientes, Liu Fang, y le prometió casarse con él y terminar su carrera como cortesana. Cuando después cambió de idea, Liu Fang se suicidó.
Otro de sus protectores, el oficial de carrera Gong Dingzi, pagó 1.000 onzas de plata por sus servicios. En 1643, dejó su profesión para convertirse en su concubina y se estableció con él en la capital. Su amor abiertamente demostrado por ella llamó mucho la atención en su tiempo, ya que ofendía las normas ideales confucianas, y su influencia sobre él se volvió legendaria. También es conocida por haber salvado a Yan Ermei de la ejecución, y haber sido benefactora del artista Zhu Yizun.
En 1659 Gu Mei dio a luz una hija. Ansioso de tener un hijo, Gong Dingzi construyó un templo budista privado donde la pareja podría rogar por un hijo.
Es una de las Ocho Bellezas de Qinhuai descritas por los funcionarios de finales de la dinastía Qing. Las otras famosas cortesanas que forman el grupo son Ma Xianglan, Bian Yujing, Li Xiangjun, Dong Xiaowan, Liu Rushi, Kou Baimen, y Chen Yuanyuan.